# Szakács Györgyi
Szakács Györgyi (Baks, 1951. március 1. –) Kossuth- és Jászai Mari-díjas magyar jelmeztervező.

## Életpályája
Kisgyermekkorát Szentendrén töltötte, majd a Gellérthegyen nőtt fel. Édesanyja a Váci utcában vezetett divatszalont és napi kapcsolatot ápolt Rotschild Klárával illetve a korszak Váci utcai szalonjait meghatározó közeggel. A divat, az esztétikum, a korszak Belvárosának világa és az irodalom hatottak rá kamaszként. 1965-1969 között a Kaffka Margit Gimnázium kitűnő tanulója. 1969-től a Budapesti Műszaki Egyetem hallgatója. 1974 óta jelmeztervező. A színháztörténeti jelentőségű "nagy kaposvári időszak" (kaposvári Csiky Gergely Színház) összes jelentékeny előadásának tervezője, a jelmeztervezés nyelvújítója (olyan előadásokkal, mint az Ács János rendezte Marat halála 1981-ben). A kecskeméti Katona József Színház tagja volt 1976-tól 1979-ig. 1979-től 1988-ig a Miskolci Nemzeti Színház, 1988 és 1991 között pedig a Nemzeti Színház jelmeztervezője volt. 1991-ben a budapesti Katona József Színház tagja lett. A stuttgarti Theater Tri-Bühnének is tagja volt. Lipcsében Muszorgszkij: Borisz Godunov, Lyonban pedig Mozart: Don Giovanni című operájához készített jelmezeket. A napfény íze című film jelmeztervezéséért Genie-díjra jelölték. 2007-ben Szakács Györgyi címmel 40 perces portréfilmet készített róla a Duna Televízió. Több, mint 800 darabhoz tervezett jelmezeket magyar színházaknak, a valaha élt egyik legtöbbet tervezett aktív jelmeztervező. Tervezett jelmezeket játék- és tévéfilmekhez, dolgozik külföldi színházaknak is. Filmes életműve sem marad el rendkívüli művészi minőségű, formanyelvteremtő színházi pályája mögött. Válogatott csoportos kiállítása volt Prágában, 1982-ben Újvidéken, 1983-ban pedig Budapesten, a Műcsarnokban. Kosztümtörténeti műveltsége páratlan. Viselet és jelmez magángyűjteménye egyedülálló gazdagságú, fontos számára a múlt szépségeinek megmentése és megőrzése.
Férje: Szlávik István, Jászai Mari-díjas díszlettervező. Gyermekei: Csiszár Éva, Szlávik Juli (1985), jelmeztervező, ifj. Szlávik István (1994).

## Színházi munkáiból
A Színházi adattárban regisztrált bemutatóinak száma: 423!!!.
- Tóth Ede: A falu rossza (Kolozsvári Állami Magyar Színház)
- Örkény István: Tóték (Újvidéki Színház)
- Friedrich Schiller: Ármány és szerelem (Szolnoki Szigligeti Színház)
- Juhász Sándor–Valló Péter: Blüett (Dunaújvárosi Bemutatószínpad)
- Federico García Lorca: Bernarda Alba háza (Budapesti Kamaraszínház)
- Nádas Péter: Takarítás (Egri Gárdonyi Géza Színház)
- Caragiale: Farsang (Vígszínház)
- Weiss: Marat-Sade
- Gombrowicz: Yvonne, burgundi hercegnő (Kaposvári Csiky Gergely Színház)
- Anouilh: Becket vagy Isten becsülete (Soproni Petőfi Színház)
- Bertolt Brecht: Kurázsi mama és gyermekei (Gózon Gyula Kamaraszínház)
- Mrożek: Tangó (Magyar Színház)
- Eisemann Mihály: Bástyasétány 77. (Radnóti Színház)
- Makszim Gorkij: Nyaralók (Vígszínház)
- Molnár Ferenc: A testőr (Örkény István Színház)
- Thomas Mann: Mario és a varázsló (Madách Színház Stúdió)
- Spiró György: Honderű (Budapesti Kamaraszínház Tivoli)
- Bernhard: A színházcsináló (Kamra)
- Müller Péter: Lugosi (a vámpír árnyéka) (Madách Színház)
- Shaw: Pygmalion (Radnóti Színház)
- Hámos György: Mici néni két élete (József Attila Színház)
- Camus: Caligula (Budapesti Kamaraszínház)
- O'Neill: Hosszú út az éjszakába (Komáromi Jókai Színház)
- Kreisler: Lola Blau (Pinceszínház)
- Heltai Jenő: Naftalin (Radnóti Színház)
- Gáspár Ildikó: Bohémélet (Örkény István Színház)
- Shakespeare: III. Richárd (Pécsi Nemzeti Színház)
- Nicolaj: Hárman a padon (Újpest Színház)
- Goldoni: Mirandolina (Magyar Színház)

### Miskolci Nemzeti Színház
- Szomory Dezső: II. Lajos király
- Galin: Csillagok a hajnali égbolton
- Agatha Christie: A vád tanúja
- Anton Pavlovics Csehov: Sirály
- Enquist: Ének Phaedráért
- Csehov: Cseresznyéskert
- Örkény István: Tóték
- Füst Milán: Negyedik Henrik király
- Carlo Goldoni: Két úr szolgája
- Bertolt Brecht: Galilei
- Marivaux: A szerelem és véletlen játéka
- Wedekind: Lulu
- Madách Imre: Az ember tragédiája
- William Shakespeare: Rómeó és Júlia
- Machiavelli: Mandragóra
- Shaffer: Black comedy (Játék a sötétben)
- Henrik Ibsen: Peer Gynt
- Krleža: Agónia
- Shakespeare: Szeget szeggel
- Polgár András: Csak egy nap a világ
- Bruckner: Angliai Erzsébet
- Zorin: Varsói melódia
- Poliakoff: És te, szépségem, igen-igen, te...
- Goldoni: Csetepaté Chioggiában
- Gershwin: Vadnők
- Shakespeare: Szentivánéji álom
- Enquist: A tribádok éjszakája
- Makszim Gorkij: Kispolgárok
- Kálmán Imre: Csárdáskirálynő
- Shakespeare: Lear király
- Molière: Tartuffe
- Brecht: A szecsuáni jó lélek
- Witkiewicz: Vízityúk
- Fazekas Mihály: Lúdas Matyi
- Ruzante: A csapodár madárka[3]
- A pástétom és a torta
- A nagy csavargó
- Az üstfoldozó
- Molière: Doktor Fregoli
- Molière: A botcsinálta doktor
- Kahlau: Csizmás Kandúr
- Brecht: Kaukázusi krétakör
- Gyurkovics Tibor: Őszinte részvétem
- Hacks: Amphitryon
- Molière: Don Juan vagy a kőszobor lakomája
- Madách: Mózes
- Akutagava: A vihar kapujában

### Kecskeméti Katona József Színház
- Brecht: Koldusopera
- Synge: A nyugati világ bajnoka
- Antoine de Saint-Exupéry: A kis herceg
- Pavlovits Miklós: Aigisztosz
- Ebb: Kabaré
- Shakespeare: Minden jó, ha vége jó
- Hacks: Lotte
- Gyurkovics Tibor–Szakonyi Károly: De ki lesz a gyilkos?
- Páskándi Géza: A rejtekhely
- Ajtmatov: Fent a Fudzsijámán
- Machiavelli: Mandragóra
- Wasserman: La Mancha lovagja
- Goldoni: Két úr szolgája
- Eörsi István: Play Molnár (Színe és visszája)
- Sütő András: Káin és Ábel
- Kocsis István: Tárlat az utcán
- Gogol: A revizor
- Csehov: Három nővér
- O’Casey: A kezdet vége

### Nemzeti Színház
- Sarkadi Imre: Elveszett paradicsom
- Szophoklész–Eörsi István: Tragédia magyar nyelven Szophoklész Antigoné-jából
- Brecht: Kaukázusi krétakör
- Shakespeare: A vihar
- Márai Sándor: A kassai polgárok
- Vörösmarty Mihály: Csongor és Tünde
- George Bernard Shaw: Sosem lehet tudni
- Ibsen: Peer Gynt
- Kopit: Jaj, apu, szegény apu, a szekrénybe beakasztott tégedet az anyu, s az én pici szívem olyan szomorú
- Sarkadi: Oszlopos Simeon
- Weöres Sándor: Holdbéli csónakos
- Vörösmarty Mihály: Czillei és a Hunyadiak
- Calderón de la Barca: Az élet álom

### Budapesti Katona József Színház
- Ionesco: Haldoklik a király
- Shakespeare: Vízkereszt, vagy amit akartok
- Bulgakov: Kutyaszív
- O'Casey: A kezdet vége
- Grumberg: Szabad zóna
- Böll: Katharina Blum elvesztett tisztessége
- Koltès: Roberto Zucco
- Goldoni: Az új lakás
- Ödön von Horváth: Hit, remény, szeretet
- Kárpáti Péter: Akárki
- Shakespeare: Hamlet
- Shakespeare: Julius Ceasar
- Pirandello: Ma este improvizálunk
- Stoppard: Rosencrantz és Guildenstern halott
- Molière: A fösvény
- Victor Hugo: A nevető ember
- Csehov: Cseresznyéskert
- Arden: Élnek, mint a disznók
- Werner Schwab: Elnöknők
- Kurt Weil – Csákányi-est
- Kleist: Az eltört korsó
- Shakespeare: Coriolanus
- Csehov: Három nővér
- Füst Milán: Catullus
- Petrusevszkaja: Három lány kékben
- Molière: Tudós nők
- Reza: Művészet
- Gombrowicz: Yvonne, burgundi hercegnő
- Stoppard: Árkádia
- Caragiale: Az elveszett levél
- Dorst: Paul úr
- Shakespeare: A vihar
- Brecht: Koldusopera
- Shakespeare: Hamlet
- Fosse: Őszi álom
- Congreve: Így él a világ
- Forgách András: A kulcs
- Ibsen: A vadkacsa
- Goldoni: A karnevál utolsó éjszakája
- Hamsun: Éhség
- Shakespeare: Macbeth
- Weöres Sándor: Szent György és a sárkány
- Heinrich von Kleist: A bosszú
- Csehov: Ivanov
- Hamvai Kornél: Hóhérok hava
- Spiró György: Koccanás
- Euripidész: Médeia
- Flaubert: Dilettánsok
- Molnár Ferenc: A testőr
- Molière: A mizantróp
- Marivaux: A szerelem diadala
- Ödön von Horváth: Mesél a bécsi erdő
- Gorkij: 
  - Barbárok
  - Kispolgárok
- Gogol: A revizor
- Canetti: Esküvő
- Georg Büchner - Robert Wilson - Tom Waits - Kathleen Brennan: Woyzeck

## Filmek

### Játékfilmek
- Hatásvadászok (1983)
- Elveszett illúziók (1983)
- Mária-nap (1984)
- Szerencsés Dániel (1985)
- Csak egy mozi (1985)
- Idő van (1985)
- Eszterkönyv (1990)
- Melodráma (1991)
- Bűvös vadász (1994)
- Ébredés (1995)
- A napfény íze (1998)
- Jadviga párnája (2000)
- Szembesítés (2001)
- Csocsó, avagy éljen május elseje! (2001)
- A Hídember (2002)
- Világszám! (2004)
- Sorstalanság (2005)
- A harag napja (2006)
- Rokonok (2006)
- Vadászat angolokra (2006)
- A hét nyolcadik napja (2006)
- Eszter hagyatéka (2008)
- Good (2008)
- Clara (2008)
- Visszatérés (2011)
- A martfűi rém (2016)
- Félvilág (2017)
- Napszállta (2019)
- Fűzfa (2020)
- Zárójelentés (2020)
- Hadik (2023)
- Semmelweis (2023)

### Tévéfilmek
- Vizsgálat Martinovics Ignác szászvári apát és társainak ügyében (1980)
- A revizor (1984)
- Linda (1984)
- Csinszka (1987)
- Groteszk (1989)
- Offenbach titkai (1996)
- Hóesés a Vízivárosban (2004)

## Díjai
- Színikritikusok Díja – A legjobb jelmez (1983, 1984, 1985, 1986, 1987, 1988, 1989, 1990, 1992, 1993, 1995, 1996, 2001, 2005, 2007)
- MAFILM-díj (1985)
- Jászai Mari-díj (1986)
- Kossuth-díj (1998)
- Hevesi Sándor-díj (2015)
- A Magyar Filmakadémia életműdíja (2022)[4]
- Prima-díj (2024)